# Purico
Le Purico est un massif volcanique du Chili composé d'un plateau d'ignimbrites sur lequel s'élève des stratovolcans et des dômes de lave. Le tout s'étend sur vingt kilomètres de longueur pour dix de largeur et culmine à 5 703 mètres d'altitude au Cerro El Chascón.

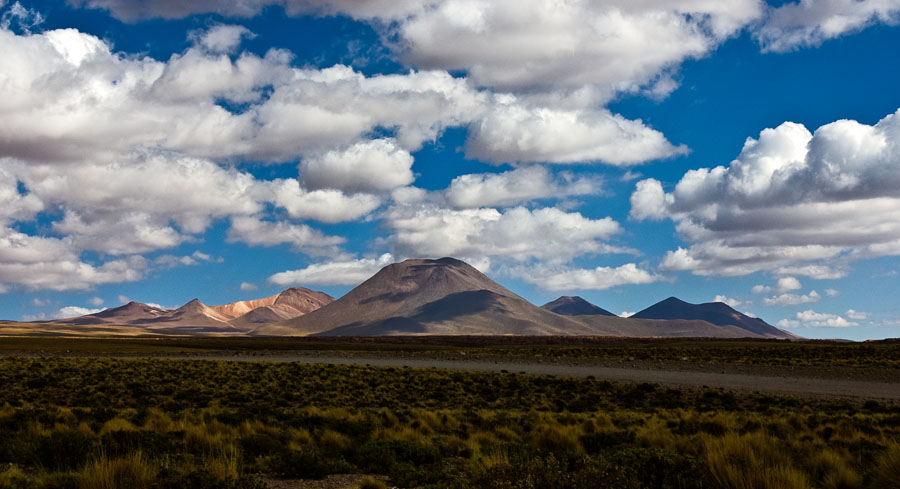
Vue de la partie occidentale du Purico.